# サン＝ミシェル橋
サン＝ミシェル橋、サン・ミシェル橋（フランス語: Pont Saint-Michel）は、フランスのパリ、セーヌ川に架かる橋である。ノートルダム大聖堂のあるシテ島の南岸に架かる。
1378年の架橋以来、何度も架け替えが行われた。当初は木造であったが、1617年に4連アーチ構造の石造橋となった。建設年代はStructuraeのサイトによれば1618年着工1624年竣工とされる。現在の橋は1857年にポール＝マルタン・ガロシェ・ド・ラガリスリとポール・ヴォドレが設計した3連アーチ橋である。フランス第二帝政におけるジョルジュ・オスマンの旗振りによる都市改造の一環であった。装飾の “N” はナポレオンの頭文字で、これはナポレオン3世を示す。
アルベール・マルケや石井柏亭（1923年）がこの橋を描いている。

## 交通
- メトロ4号線 サン＝ミシェル駅Saint-Michel下車

## 隣の橋
（上流）ドゥブル橋―プティ・ポン―サン＝ミシェル橋―ポン・ヌフ―ポンデザール（下流）

## サン＝ミシェル橋を描いた美術作品

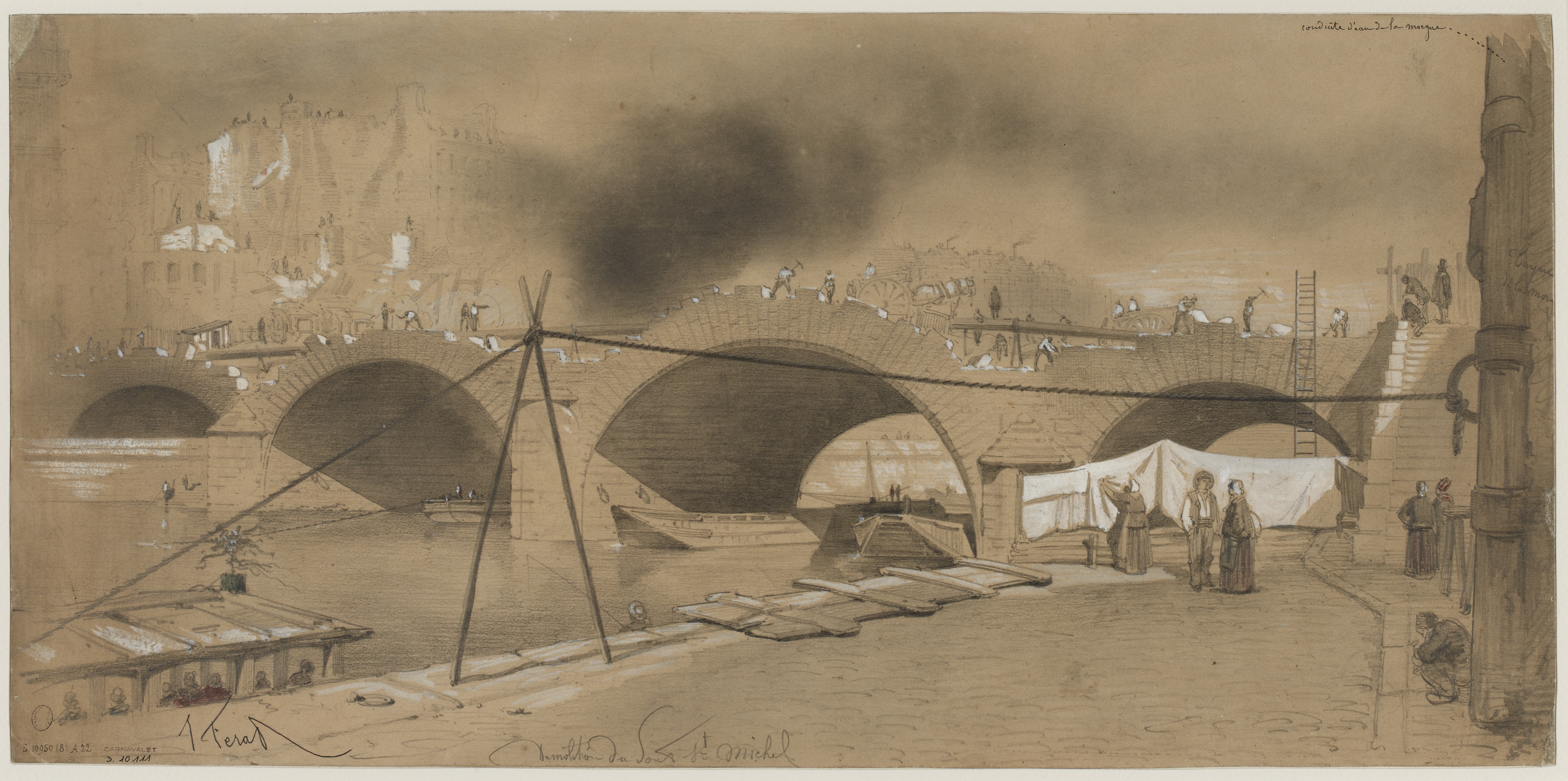
(画)ジュール・フェラ(1857)
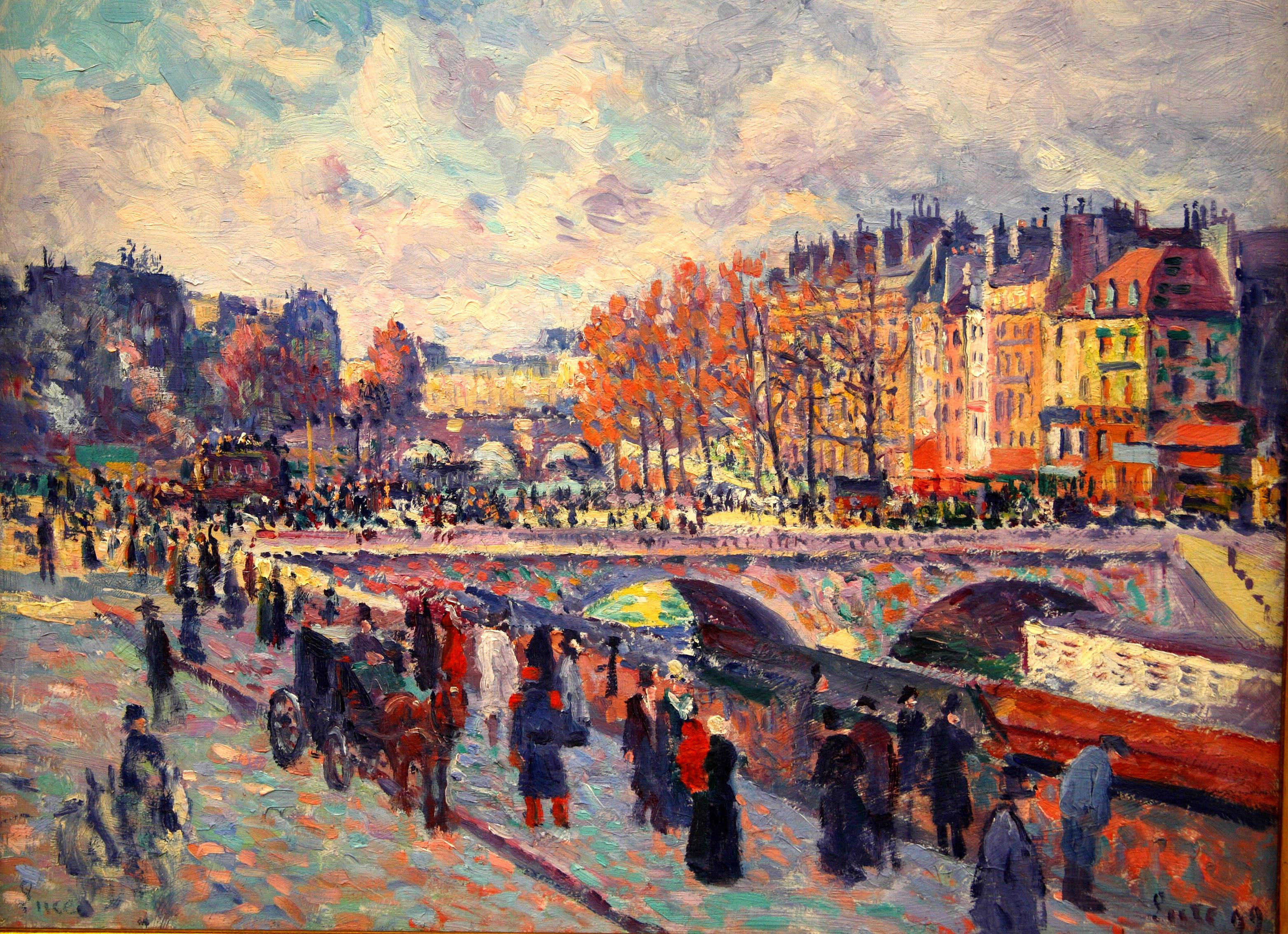
(画)マクシミリアン・リュス(1899)
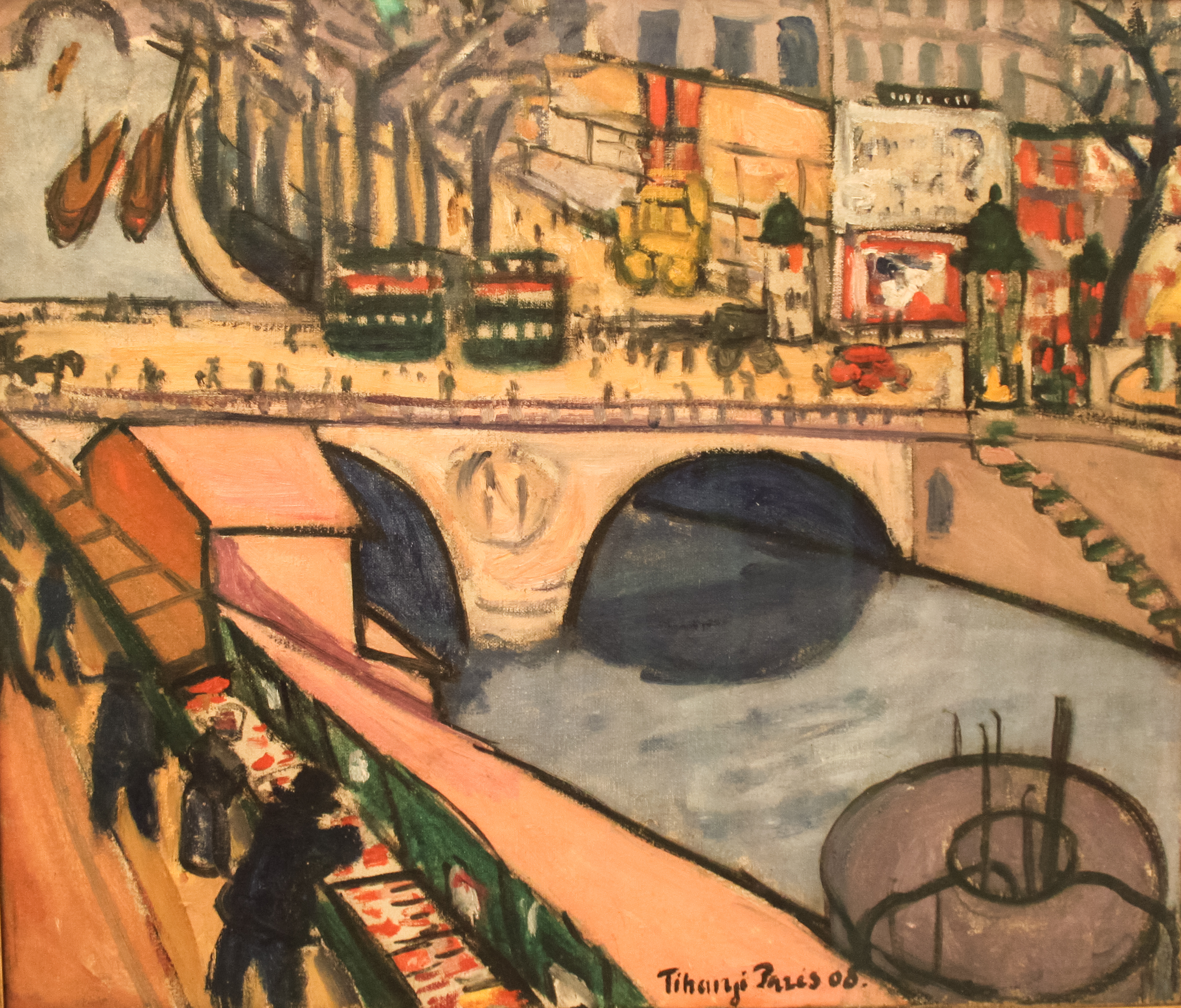
(画)ティハニ・ラヨシュ(1908)
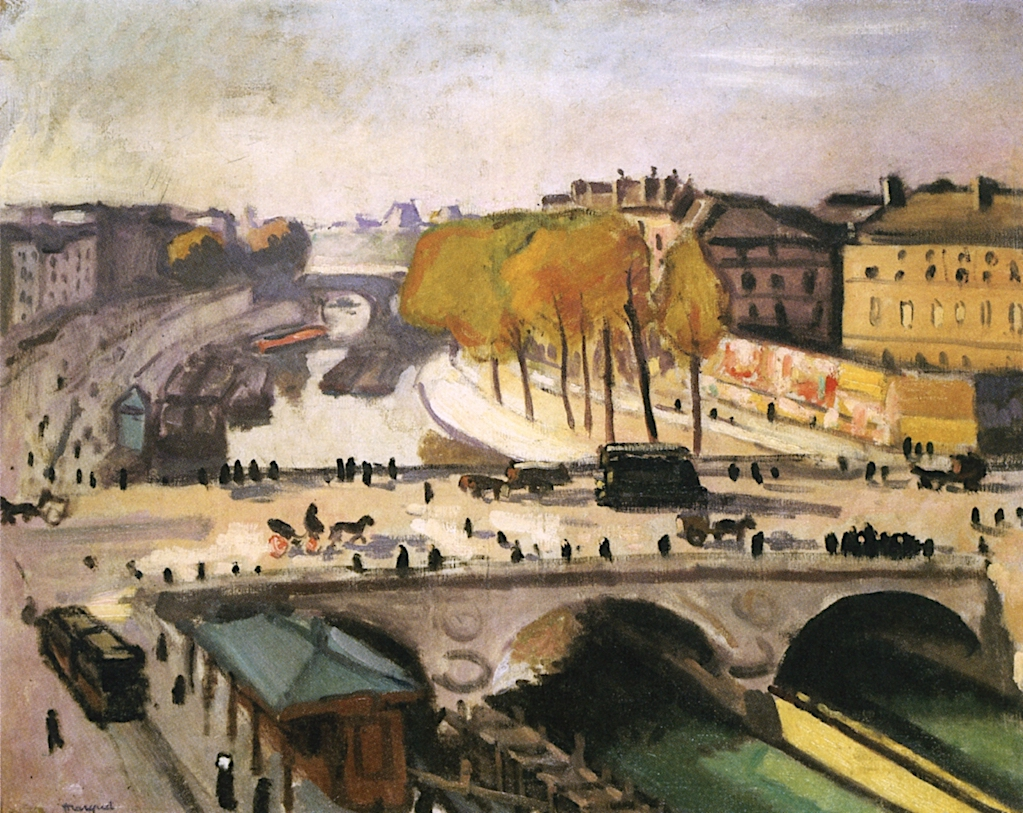
(画)アルベール・マルケ(1912)

## 記念碑
サン＝ミシェル橋のたもとには、アルジェリア戦争中に多数のアルジェリア系デモ参加者がパリ警察に虐殺された「1961年パリ虐殺」事件の記念碑がある。